# Paris Masters 2012 - Qualificazioni singolare
Le qualificazioni del singolare  del Paris Masters 2012 sono state un torneo di tennis preliminare per accedere alla fase finale della manifestazione. I vincitori dell'ultimo turno sono entrati di diritto nel tabellone principale. In caso di ritiro di uno o più giocatori aventi diritto a questi sono subentrati i lucky loser, ossia i giocatori che hanno perso nell'ultimo turno ma che avevano una classifica più alta rispetto agli altri partecipanti che avevano comunque perso nel turno finale.

## Teste di serie
1. Fabio Fognini (primo turno)
2. David Goffin (primo turno)
3. Marinko Matosevic (primo turno)
4. Lukáš Lacko (primo turno)
5. Alejandro Falla (qualificato)
6. Gō Soeda (primo turno)

1. Victor Hănescu (ultimo turno, Lucky Loser)
2. Grigor Dimitrov (qualificato)
3. Jerzy Janowicz (qualificato)
4. Guillermo García López (qualificato)
5. Daniel Gimeno Traver (ultimo turno, Lucky Loser)
6. Łukasz Kubot (primo turno)

## Qualificati
1. Grigor Dimitrov
2. Guillermo García López
3. Roberto Bautista Agut

1. Igor Sijsling
2. Alejandro Falla
3. Jerzy Janowicz

### Lucky Loser
1. Victor Hănescu

1. Daniel Gimeno Traver

## Tabellone

### Legenda
| - Q = Qualificato - WC = Wild card - LL = Lucky loser | - ALT = Alternate - SE = Special Exempt - PR = Protected Ranking | - w/o = Walkover - r = Ritirato - d = Squalificato |

### Sezione 1
|  | Primo turno | Primo turno                 | Primo turno     | Primo turno | Primo turno |  |  | Ultimo turno | Ultimo turno                | Ultimo turno                | Ultimo turno | Ultimo turno |  |
|  |             |                             |                 |             |             |  |  |              |                             |                             |              |              |  |
|  | 1           | Fabio Fognini               | 1               | 7           | 0           |  |  |              |                             |                             |              |              |  |
|  | WC          | Jonathan Dasnières de Veigy | 6               | 5           | 6           |  |  | WC           | Jonathan Dasnières de Veigy | Jonathan Dasnières de Veigy | 2            | 62           |  |
|  |             | Steve Darcis                | Steve Darcis    | 65          | 64          |  |  | 8            | Grigor Dimitrov             | Grigor Dimitrov             | 6            | 7            |  |
|  | 8           | Grigor Dimitrov             | Grigor Dimitrov | 7           | 7           |  |  |              |                             |                             |              |              |  |

### Sezione 2
|  | Primo turno | Primo turno            | Primo turno       | Primo turno | Primo turno |  |  | Ultimo turno | Ultimo turno           | Ultimo turno           | Ultimo turno | Ultimo turno |  |
|  |             |                        |                   |             |             |  |  |              |                        |                        |              |              |  |
|  | 2           | David Goffin           | David Goffin      | 4           | 3           |  |  |              |                        |                        |              |              |  |
|  |             | Ričardas Berankis      | Ričardas Berankis | 6           | 6           |  |  |              | Ričardas Berankis      | Ričardas Berankis      | 6(1)         | 6            |  |
|  | WC          | Josselin Ouanna        | 4                 | 7           | 5           |  |  | 10           | Guillermo García López | Guillermo García López | 7            | 7            |  |
|  | 10          | Guillermo García López | 6                 | 65          | 7           |  |  |              |                        |                        |              |              |  |

### Sezione 3
|  | Primo turno | Primo turno           | Primo turno           | Primo turno | Primo turno |  |  | Ultimo turno | Ultimo turno          | Ultimo turno          | Ultimo turno | Ultimo turno |  |
|  |             |                       |                       |             |             |  |  |              |                       |                       |              |              |  |
|  | 3           | Marinko Matosevic     | Marinko Matosevic     | 3           | 3           |  |  |              |                       |                       |              |              |  |
|  |             | Roberto Bautista Agut | Roberto Bautista Agut | 6           | 6           |  |  |              | Roberto Bautista Agut | Roberto Bautista Agut | 6            | 6            |  |
|  |             | Matthew Ebden         | Matthew Ebden         | 5           | 2           |  |  | 11           | Daniel Gimeno Traver  | Daniel Gimeno Traver  | 2            | 1            |  |
|  | 11          | Daniel Gimeno Traver  | Daniel Gimeno Traver  | 7           | 6           |  |  |              |                       |                       |              |              |  |

### Sezione 4
|  | Primo turno | Primo turno     | Primo turno     | Primo turno | Primo turno |  |  | Ultimo turno    | Ultimo turno    | Ultimo turno    | Ultimo turno | Ultimo turno |  |
|  |             |                 |                 |             |             |  |  |                 |                 |                 |              |              |  |
|  | 4           | Lukáš Lacko     | 6               | 4           | 4           |  |  |                 |                 |                 |              |              |  |
|  |             | Igor Sijsling   | 3               | 6           | 6           |  |  | Igor Sijsling   | Igor Sijsling   | Igor Sijsling   | 6            | 6            |  |
|  |             | Benjamin Becker | Benjamin Becker | 6           | 7           |  |  | Benjamin Becker | Benjamin Becker | Benjamin Becker | 4            | 1            |  |
|  | 12          | Łukasz Kubot    | Łukasz Kubot    | 4           | 67          |  |  |                 |                 |                 |              |              |  |

### Sezione 5
|  | Primo turno | Primo turno            | Primo turno | Primo turno | Primo turno |  |  | Ultimo turno | Ultimo turno    | Ultimo turno | Ultimo turno | Ultimo turno |  |
|  |             |                        |             |             |             |  |  |              |                 |              |              |              |  |
|  | 5           | Alejandro Falla        | 7           | 4           | 7           |  |  |              |                 |              |              |              |  |
|  |             | Andrej Kuznecov        | 68          | 6           | 63          |  |  | 5            | Alejandro Falla | 4            | 7            | 6            |  |
|  | WC          | Édouard Roger-Vasselin | 3           | 6           | 5           |  |  | 7            | Victor Hănescu  | 6            | 65           | 4            |  |
|  | 7           | Victor Hănescu         | 6           | 3           | 7           |  |  |              |                 |              |              |              |  |

### Sezione 6
|  | Primo turno | Primo turno      | Primo turno      | Primo turno | Primo turno |  |  | Ultimo turno | Ultimo turno   | Ultimo turno   | Ultimo turno | Ultimo turno |  |
|  |             |                  |                  |             |             |  |  |              |                |                |              |              |  |
|  | 6           | Gō Soeda         | Gō Soeda         | 3           | 2           |  |  |              |                |                |              |              |  |
|  | WC          | Florent Serra    | Florent Serra    | 6           | 6           |  |  | WC           | Florent Serra  | Florent Serra  | 2            | 4            |  |
|  |             | Dmitrij Tursunov | Dmitrij Tursunov | 2           | 4           |  |  | 9            | Jerzy Janowicz | Jerzy Janowicz | 6            | 6            |  |
|  | 9           | Jerzy Janowicz   | Jerzy Janowicz   | 6           | 6           |  |  |              |                |                |              |              |  |